# Gush Dan
Gush Dan é a maior área metropolitana de Israel, da qual a maior cidade é Tel Aviv-Yafo.
Sua população é estimada em 3.206.400 habitantes, dos quais 95% (cerca de 3.000.000) são judeus israelenses. Está situada entre as montanhas de Shomron (Samaria) e o mar Mediterrâneo. O nome Gush Dan deriva do antigo território bíblico, no qual a tribo de Dan (Dã) teve os seus assentamentos.